# Мексиканське народне мистецтво

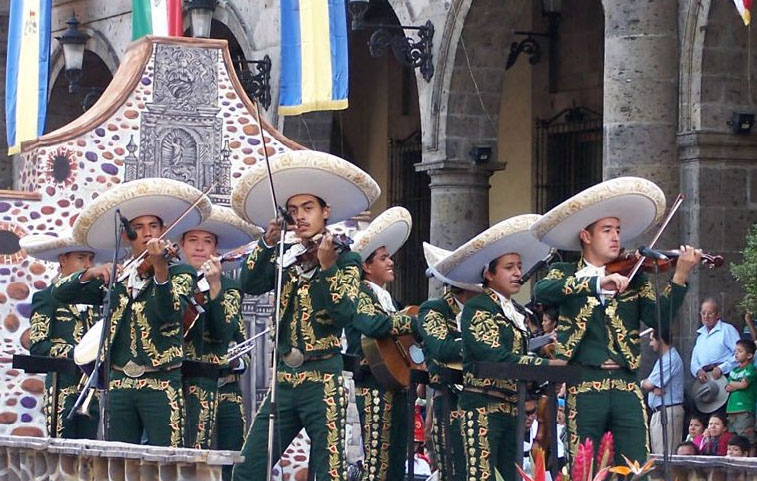
Марьячі, Гвадалахара, Мехіко.

Мексиканське народне мистецтво — народне мистецтво мешканців Мексики.
Ремесла та мексиканське народне мистецтво розвивалось впродовж 4 тисяч та мали часто альтернативний чи паралельний шлях поряд із мистецтвом офіційним. Паралельний шлях народного мистецтва особливо яскраво виявився в останні 500 років, коли креольське мистецтво Нової Іспанії (як називали Мексику іспанські загарбники) і народне мистецтво співіснували, крокуючи кожний своєю дорогою.

## Лозоптетіння
Не зовсім точна назва низки ремесел плетіння, для якого в Мексиці використовують лозу місцевих верб, пальмове листя, солому і листя кукурудзи, очерет і комиш, осоку тощо.
Ремесела плетіння широко відомі з Доколумбової доби. На відкритих археологами керамічних виробах і в малюнках так званих кодексів збережено чимало зображень плетених речей. Так, на малюнках в домівках індіанців підлоги вкриті килимами та ряднами, сплетеними з очерету і комиша. Для бідних верств населення вони слугували також і ліжками впродовж тисячоліть і використовуються в цій якості в віддалених селах донині. Практично всі регіони сучасної Мексики виробляють велику кількість плетених речей, серед яких кошики і сумки всіх розмірів і кольорів, дитячі іграшки і кумедні фігурки, віники-деркачі і меблі.
Особлива галузь місцевого плетіння — виготовлення сомбреро із пальмового волокна чи соломи. Плетені капелюхи-сомбреро (своєрідні замінники парасольок від спекотного сонця) — одна із ознак національного костюму мексиканців, національного народного мистецтва і на континенті, і в світі. Відомо близько тридцяти різновидів капелюхів-сомбреро в залежності від місцевих смаків, кліматичних умов і традицій. Особливо уславився Сауяо, штат Мічоакан, центр виготовлення сомбреро. Інші відомі центри плетених речей розташовані в штаті Оахака, штаті Халіско, штаті Керетаро, в містах Толука та Лерма, штат Мехіко.

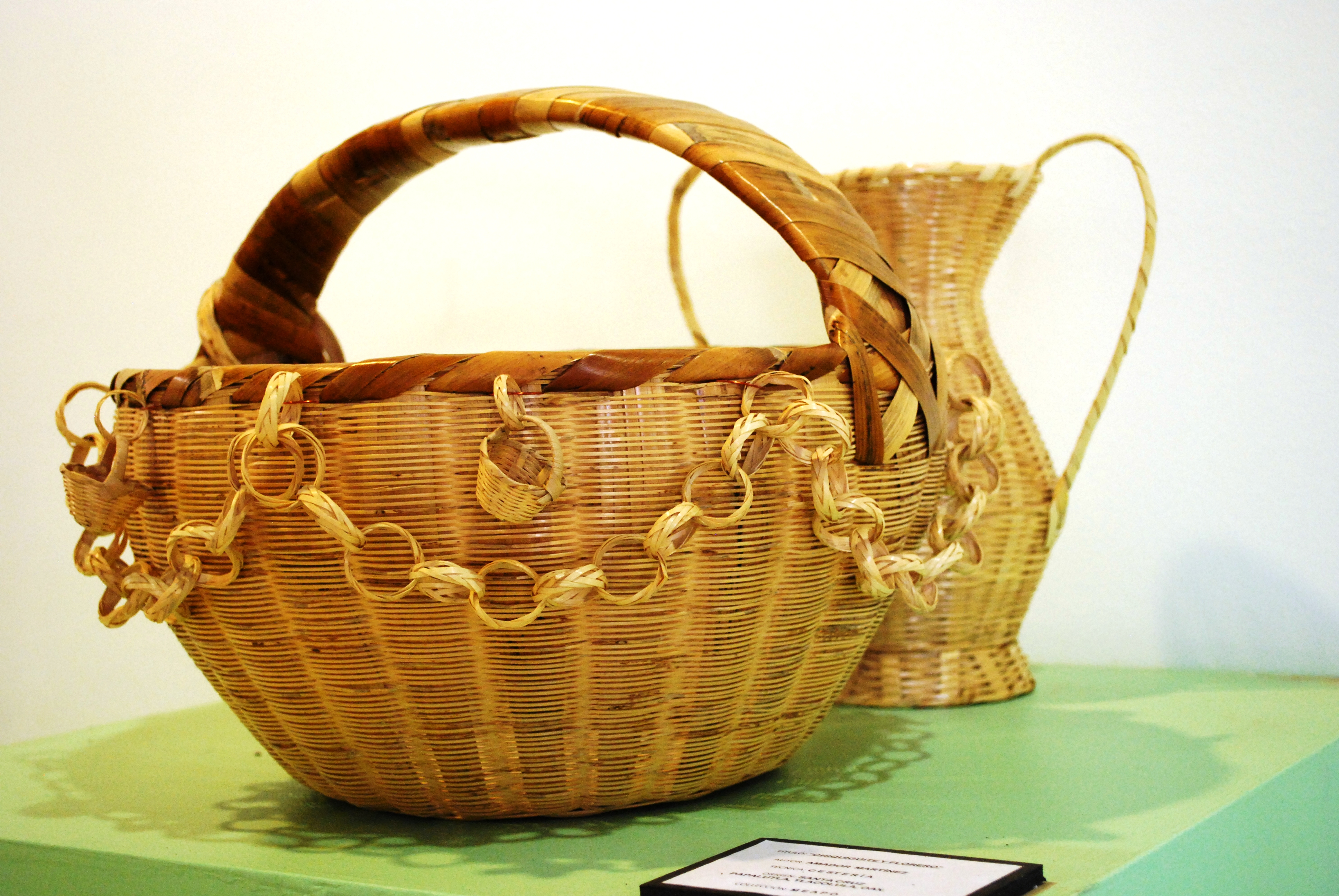
Кошик
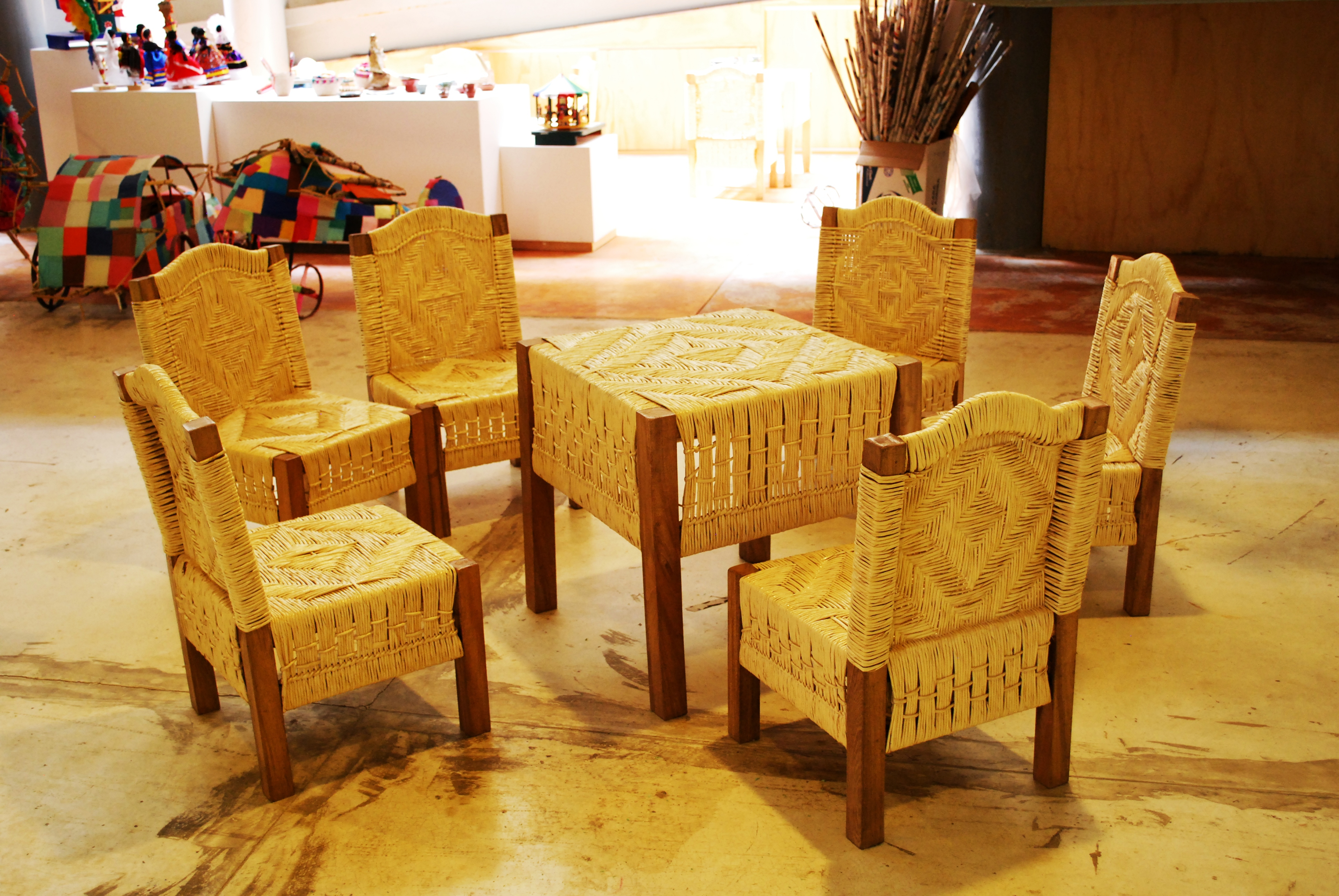
Плетені меблі

## «Юди»
«Юди» — святкові опудала, виготовлені з очерету і вкриті папером чи картоном і яскраво розфарбовані. Їх виготовлення йде від релігійної церемонії під назвою «Поцілунок Юди». В колоніальну добу тут був запроваджений звичай спалення паперових фігур Юди в останню суботу перед Великоднем. Свято було підхоплене народною культурою і вилилось в веселе святкування з натовпом, «Юдами», які начиняли феєрверками, а окремі із солодощами для дітей. Церемонія спалення з часом трансформувалась у спалення всіх ненависних натовпу осіб (непопулярних політиків, ненависних іноземних діячів, на що вплинули політичні уподобання та газети).
В добу шаленого захоплення кіно і мелодраматичними серіалами, з'явились і перші опудала, навпаки, популярних акторів і кінозірок. Їх теж почали спалювати, хоча в ці спалення не вносять почуттів ненависті і неприязні. Ці спалення — просто ще одна ознака свята з музикою, солодощами, зустрічами і феєрверками.

## Калавера
Калавера (ісп. calavera — «череп») — мексиканський символ Дня мертвих. Це слово може означати цілий ряд виробів, асоційованих із святом.
Цукрові калавери (calaveras de azúcar) — кондитерський виріб, що використовується для прикрашення вівтарів та вживається в їжу під час святкування.
Калавери — вірші, що пишуть до Дня мертвих, призначені з гумором розглядати життя і смерть людини.
Калавера також може означати будь-яке художнє зображення черепа, відомим прикладом таких зображень є серія гравюр Хосе Гвадалупи Посади.

## Вироби з міді, олова та фольги
Індіанці мексиканського регіону були знайомі з декотрими металами (мідь, олово, срібло, золото) та технологіями їх виплавки з Доколумбової доби. Індіанські жерці і вожді були відомі нагрудними прикрасами, великими сережками і браслетами, виготовленими з міді, срібла. Мали поширення прикраси і речі із олова, котре було замінником срібла, їх шліфували до блиску чи обробляли карбуванням. Олово не вийшло із вжитку і нині, коли сільські ремісники виготовляють із нього храмові свічники, лампи у вигляді зірок, рами для дзеркал і навіть кумедні маски. Мають поширення дешеві штучні квіти із олова та металевої фольги, якими уквітчують ікони і стіни в маленьких сільських церквах та наївні, домашні вівтарики в бідних помешканнях. Місто Санта-Клара дель Кобра, штат Мічоакан, уславилось виробництвом металевого посуду різноманітних форм з карбуванням. Відомі центри мідяних та олов'яних виробів розташовані в Гвадалахарі, Пуебло, Таско, Мехіко.

## Лакові вироби
Під впливом лакових виробів Китаю з'явились і місцеві лакові вироби спрощених і місцевих форм (посуд, скриньки), яскраво, практично пістряво розфарбовані і які нічим не нагадують азійські зразки.

## Одяг та килимарство

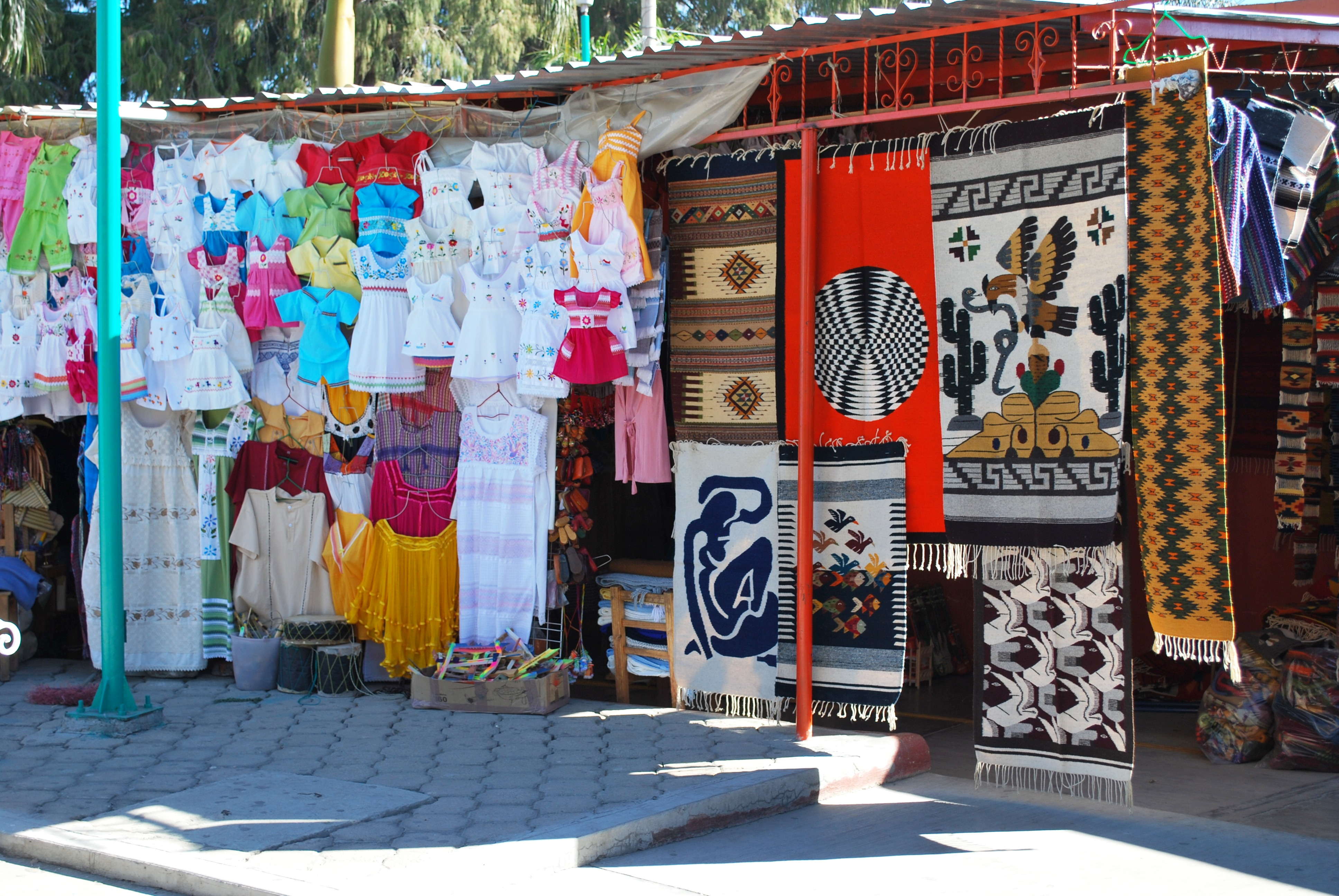
Вироби в місті Санта Марія дель Тулє, Оахака, Мексика.

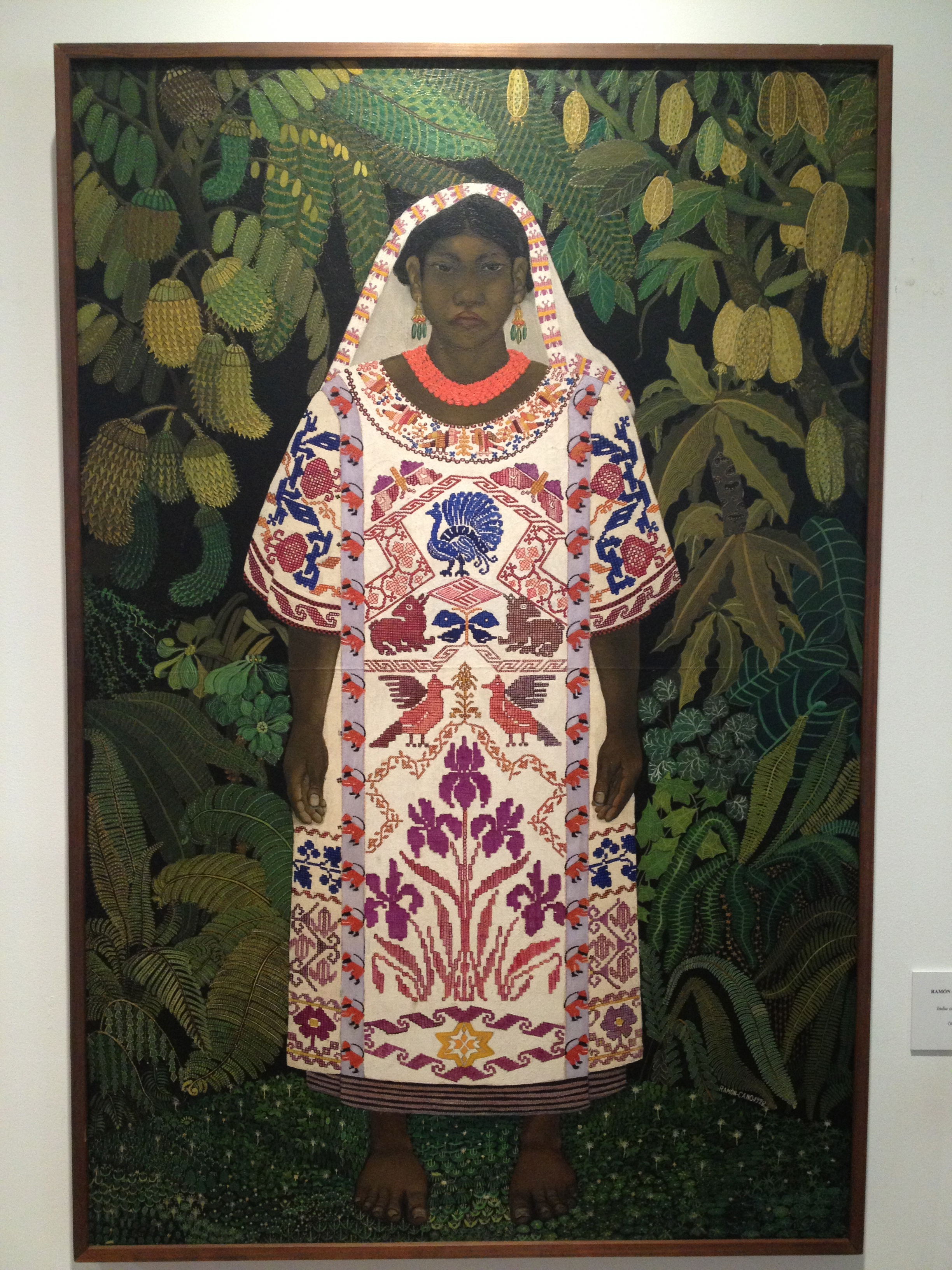
худ. Рамон Кано Маніла. «Індіанка з Оахаки», 1928 р.

- «Ребозо» — переважно жіночий одяг. Він прямокутний і прикрашений бахромою. «Ребозо» досить зручний тим, що в нього можна загорнутись і водночас прикрити ним дитину чи сумку. «Ребозо» настільки поширені, що одне ребозо має практично кожна жінка, наскільки б забезпеченою чи бідною вона б не була. Тому розрізняють ребозо багаті і коштовні, заткані золотими чи срібними нитками, виготовленими з натурального чи штучного шовку і ребозо бідні, повсякденні. Коштовні ребозо виготовляють вручну. Жіночий одяг відрізняється різноманітним фарбуванням чи залишається білим. Його характерна прикраса — бахрома, взагалі довга у іспанок та мексиканок, у останніх вона може досягати 50 см довжини. Відомий і жіночий мексиканський одяг «боліт», його шиють із настільки тонкого коттону, що його можна протягти через типову каблучку.
- Мексиканські «серапе» — переважно чоловічий одяг. Традиційні «серапе» з бавовни овець, які виткані на маленьких місцевих верстатах. Первісні «серапе» в 19 ст. мали східні візерунки. Однак в 20 ст. «сарапе» набули місцевого колориту. Центри виготовлення «серапе» — Сан Мігел та Сальтільйо, вони прикрашені квітками та візерунками. «Серапе», котрі виготовляли в штатах Оахака, Мічоакан та Тлашкала — найбільш оригінальні і відрізняються яскравим забарвленням та візерунками геометричними чи вишитими (квіти, тварини, голуби).

«Серапе» популярні у всіх регіонах Мексики, хоча і дещо поступаються під тиском моди та індустрії готового одягу інтернаціонального вигляду і не досить зручного в спекотному місцевому кліматі (джинси, футболки, штучні ткані). Своє коріння «серапе» мають в Іспанії і походять із міста Херес. Але в Мексиці одяг був радикально змінений. Він зазвичай прямокутний, призначений для огортання навколо тіла, але може бути різної довжини. «Серапе-хоронго» має отвір для голови. «Габан» — з отвором для голови, але найменший за розмірами. Всі вони також прикрашені бахромою.

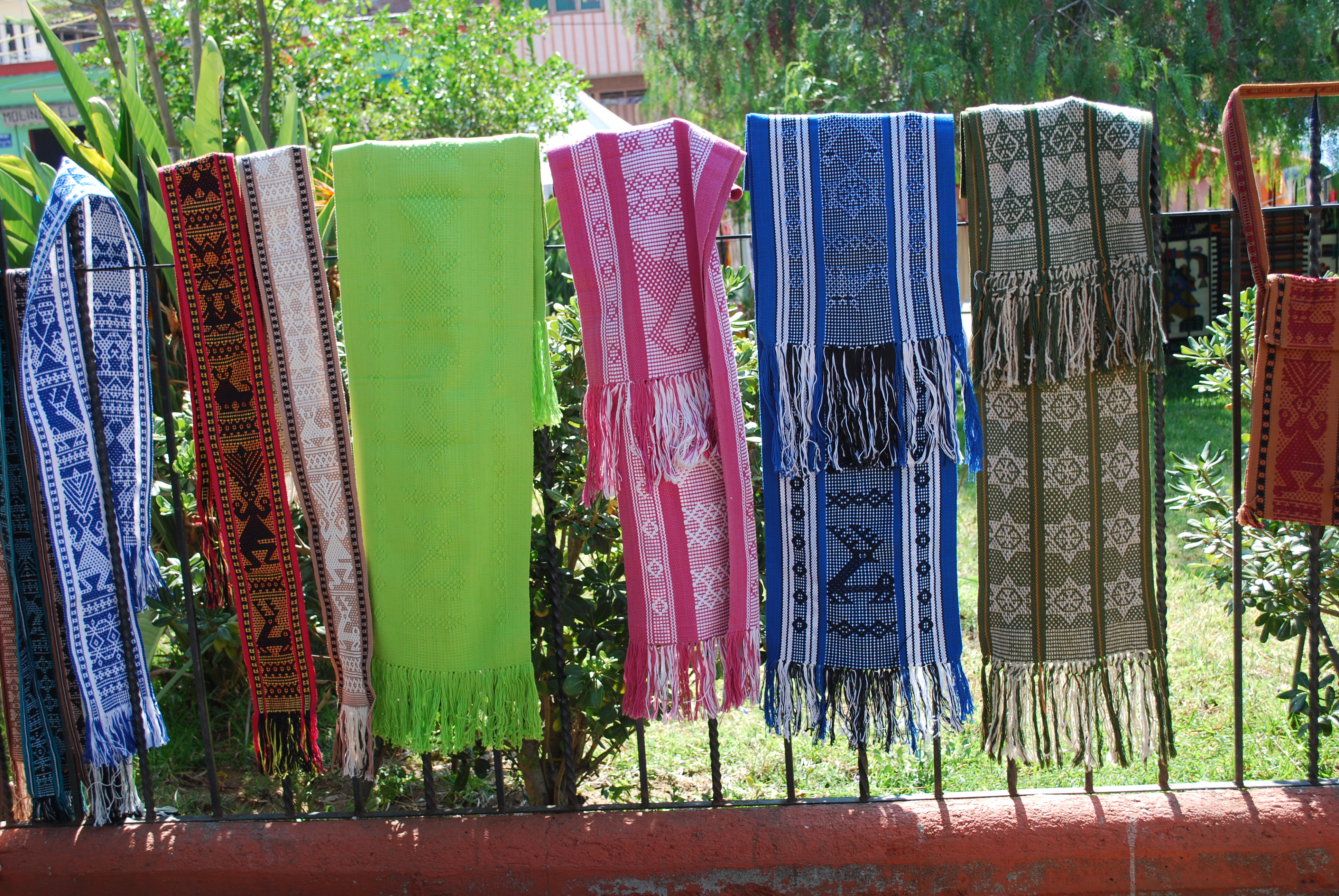
Ткані «ребозо» і кольорові пояси, Оахака, фото 2010 р.
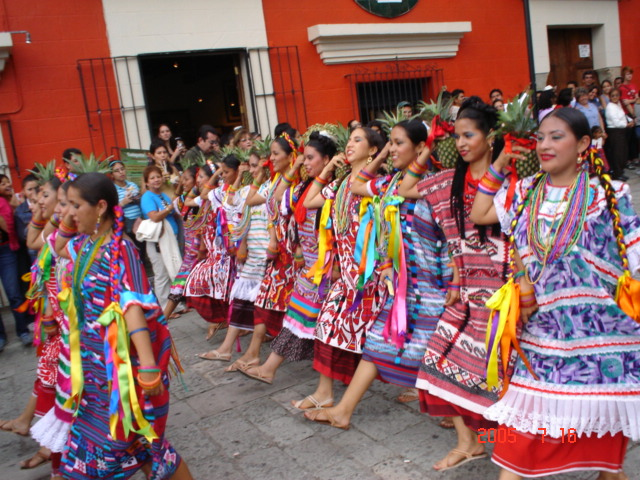
Штат Оахака. Традиційний жіночий одяг, фото 2005 р.

## Кераміка

### Керамічні вироби стародавніх мая

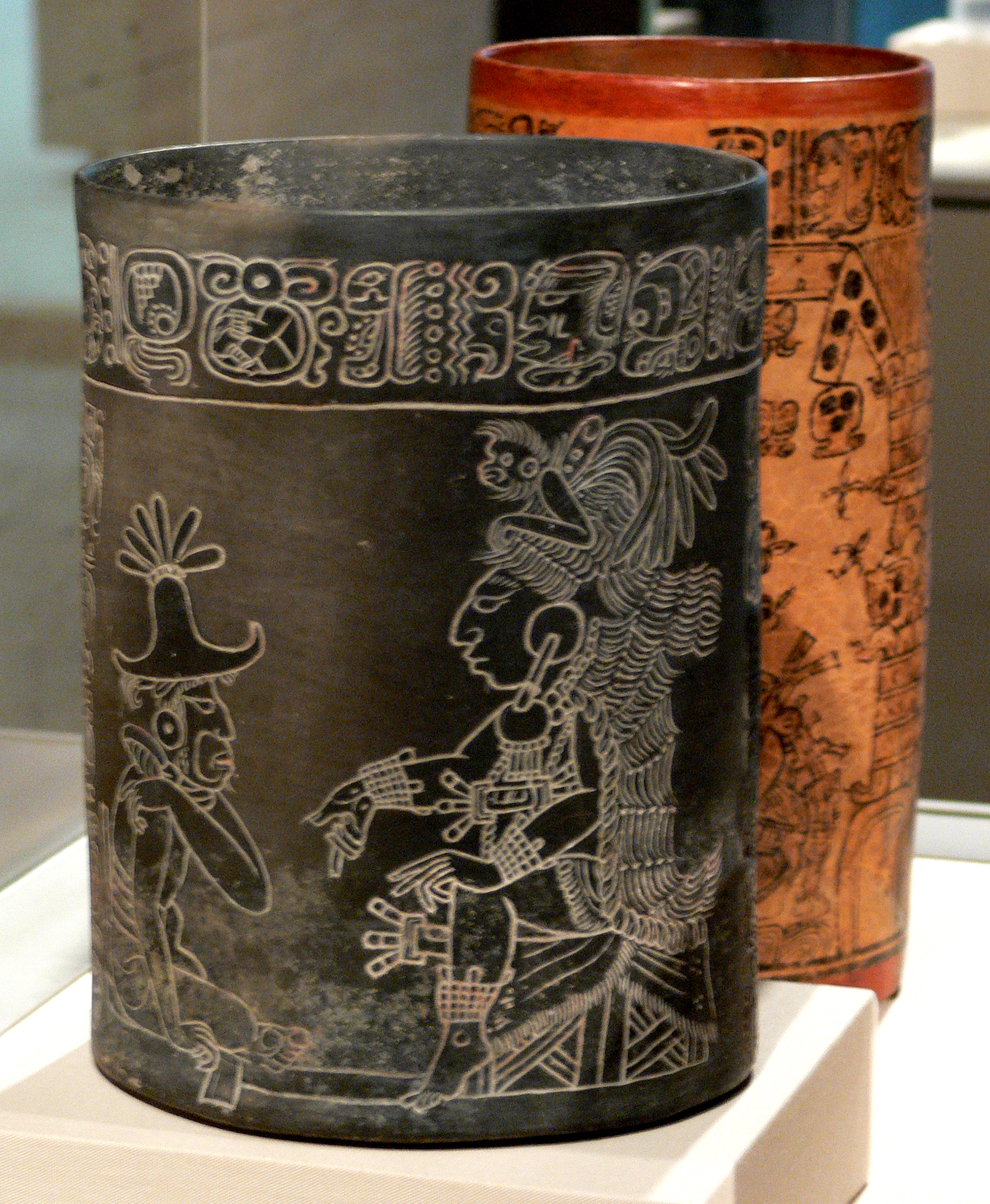
Дві посудини мая з сюжетними сценами. Кембал арт музей, Техас

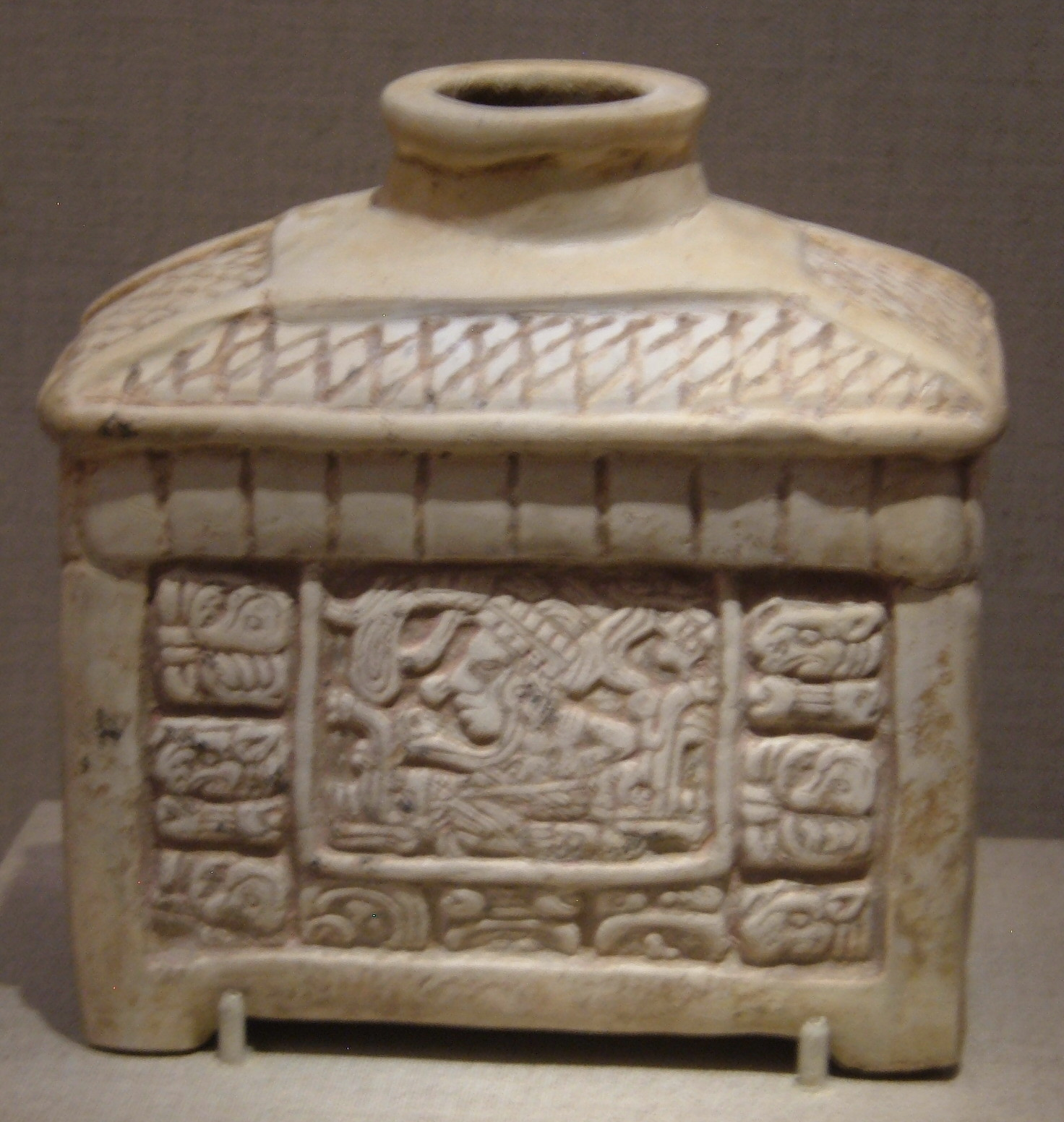
Керамічний флакон, мая, 6-8 ст. н.е.
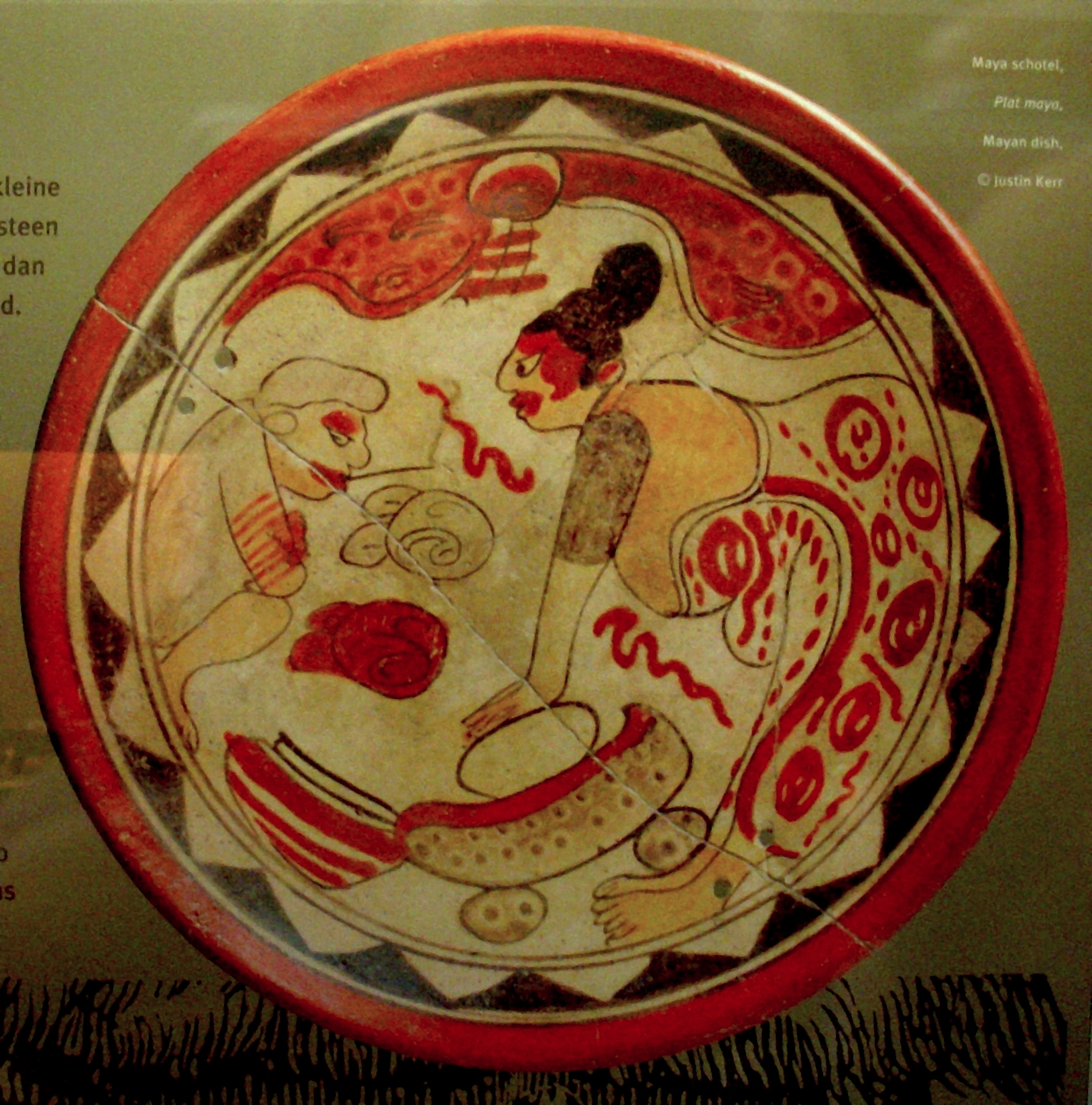
Таріль мая ,Музей історії какао, Брюгге, Бельгія
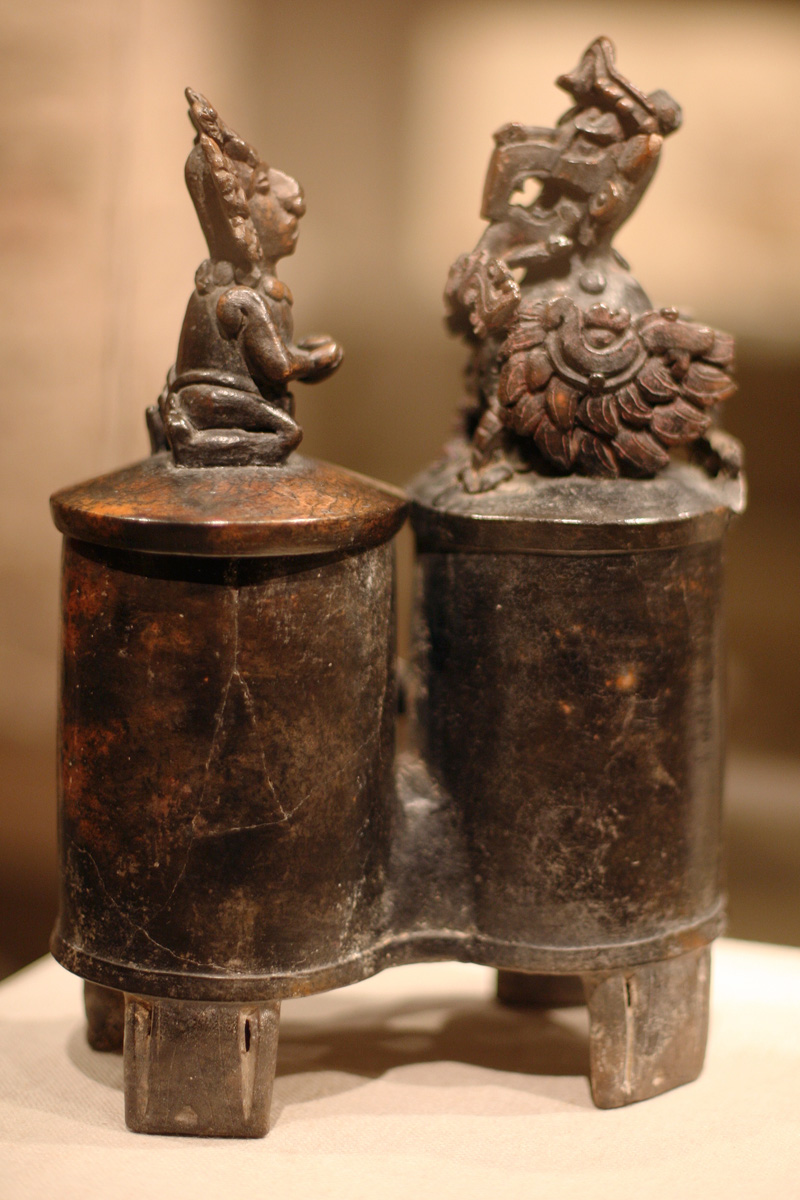
Подвійний горщик з кришками і фігурами. Висота 30 см, Музей мистецтва Метрополітен, Нью-Йорк.
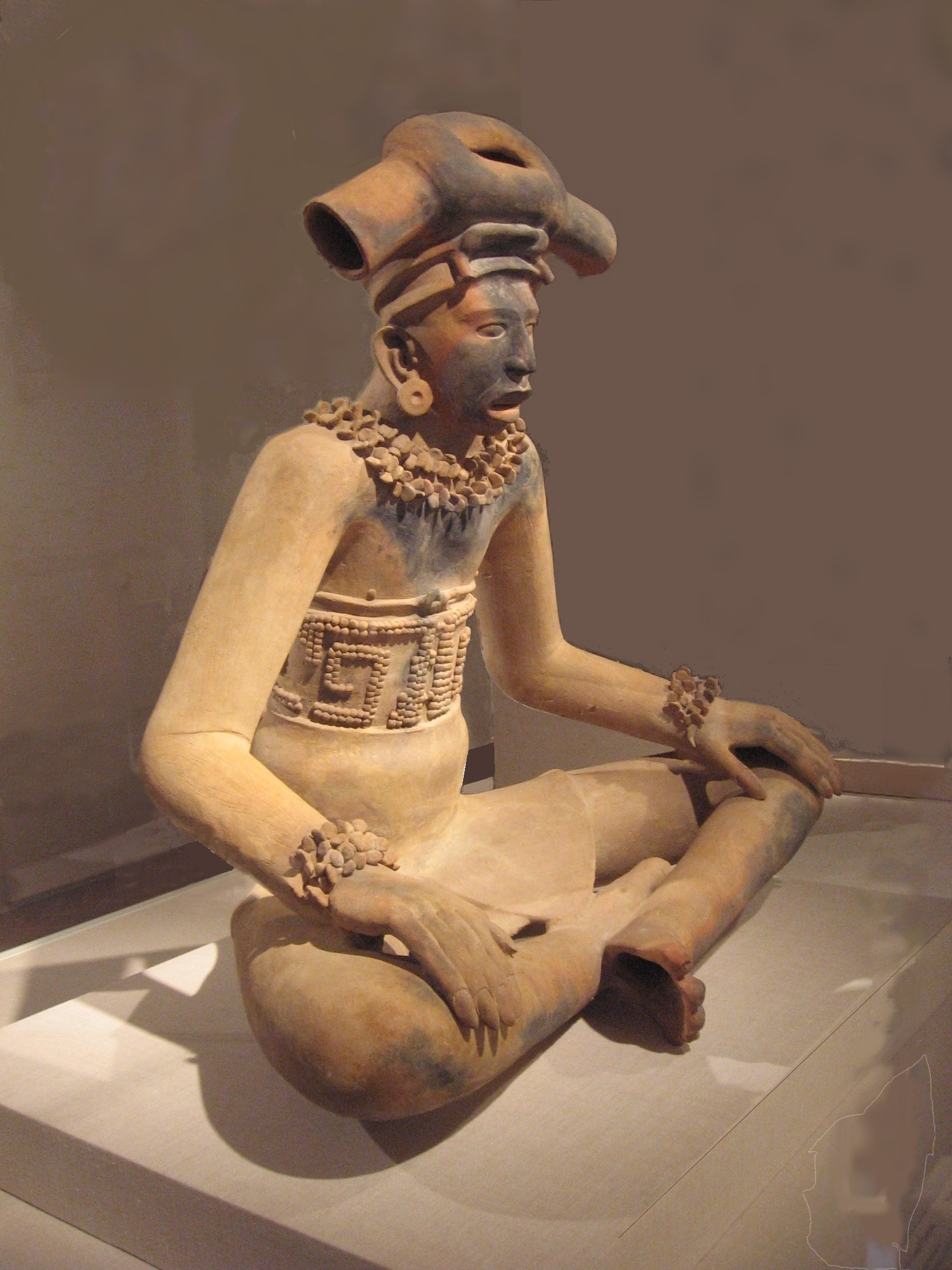
Велика фігура молодого вождя, (мая, Веракрус), Художній інститут Чикаго, США.
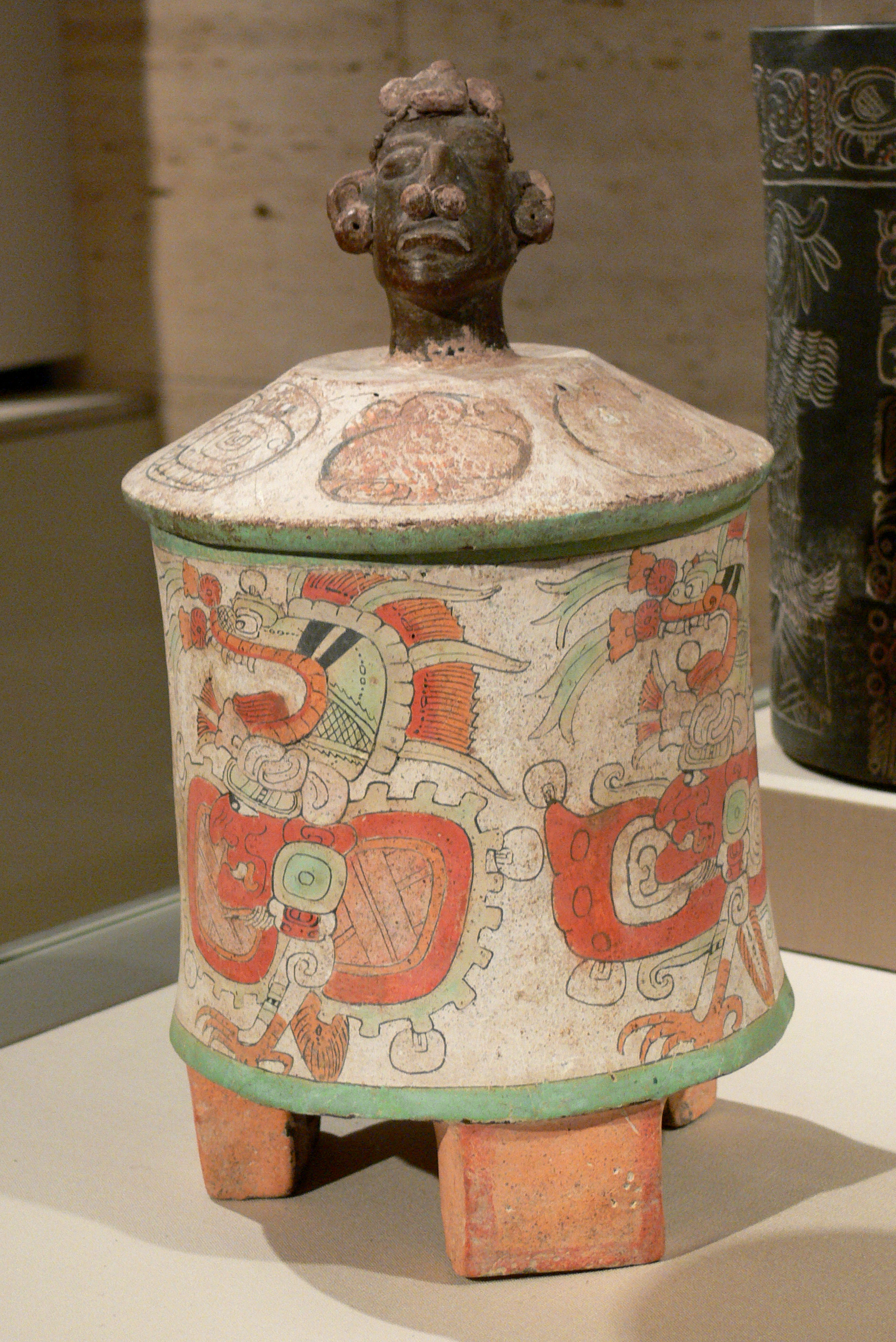
Посудина з кришкою. Мая, ранньокласичний період, між 400 і 500 рр.Кембал арт музей, Техас
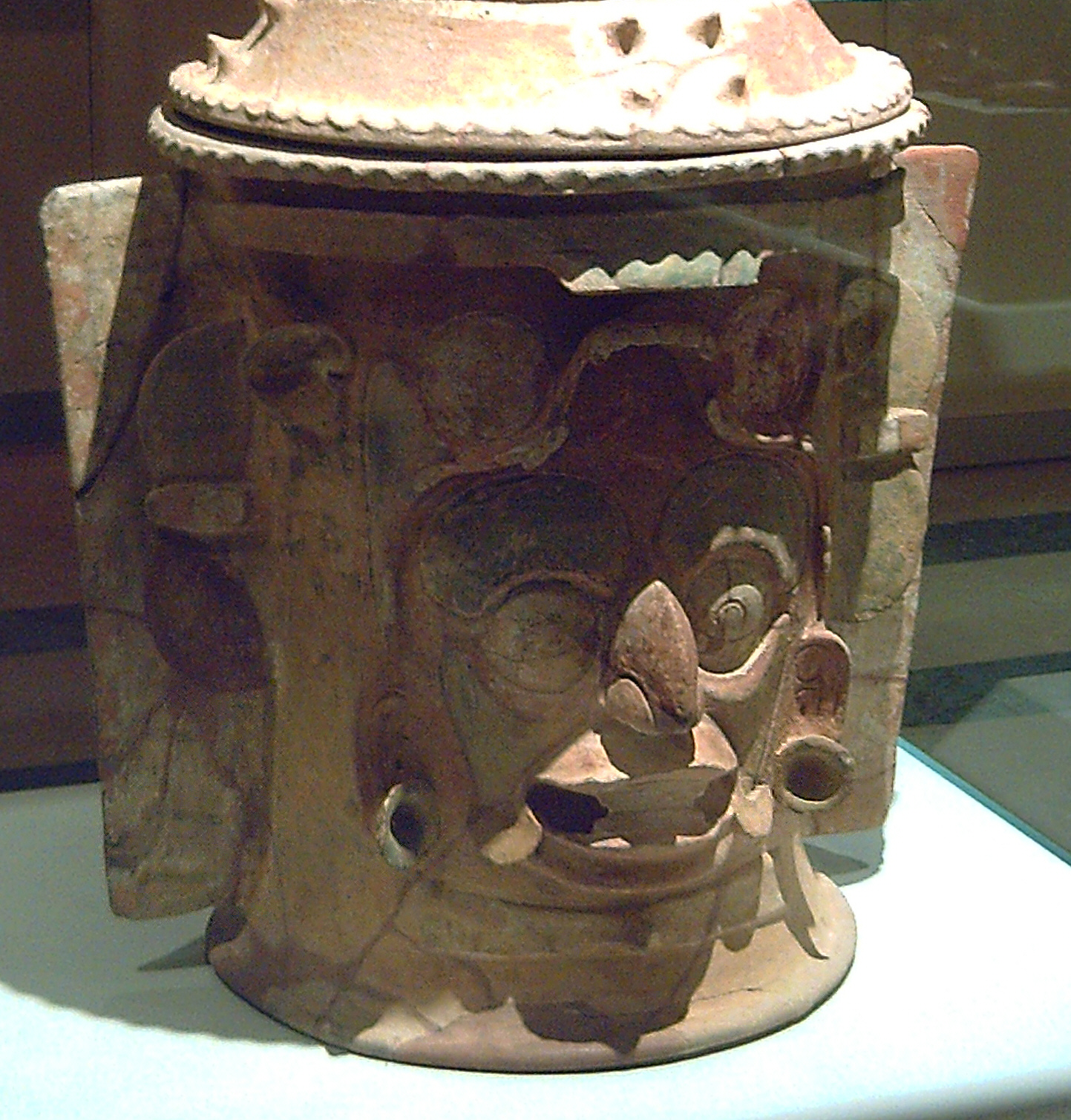
Поховальна урна з головою бога-ягуара. Пізній класичний період.
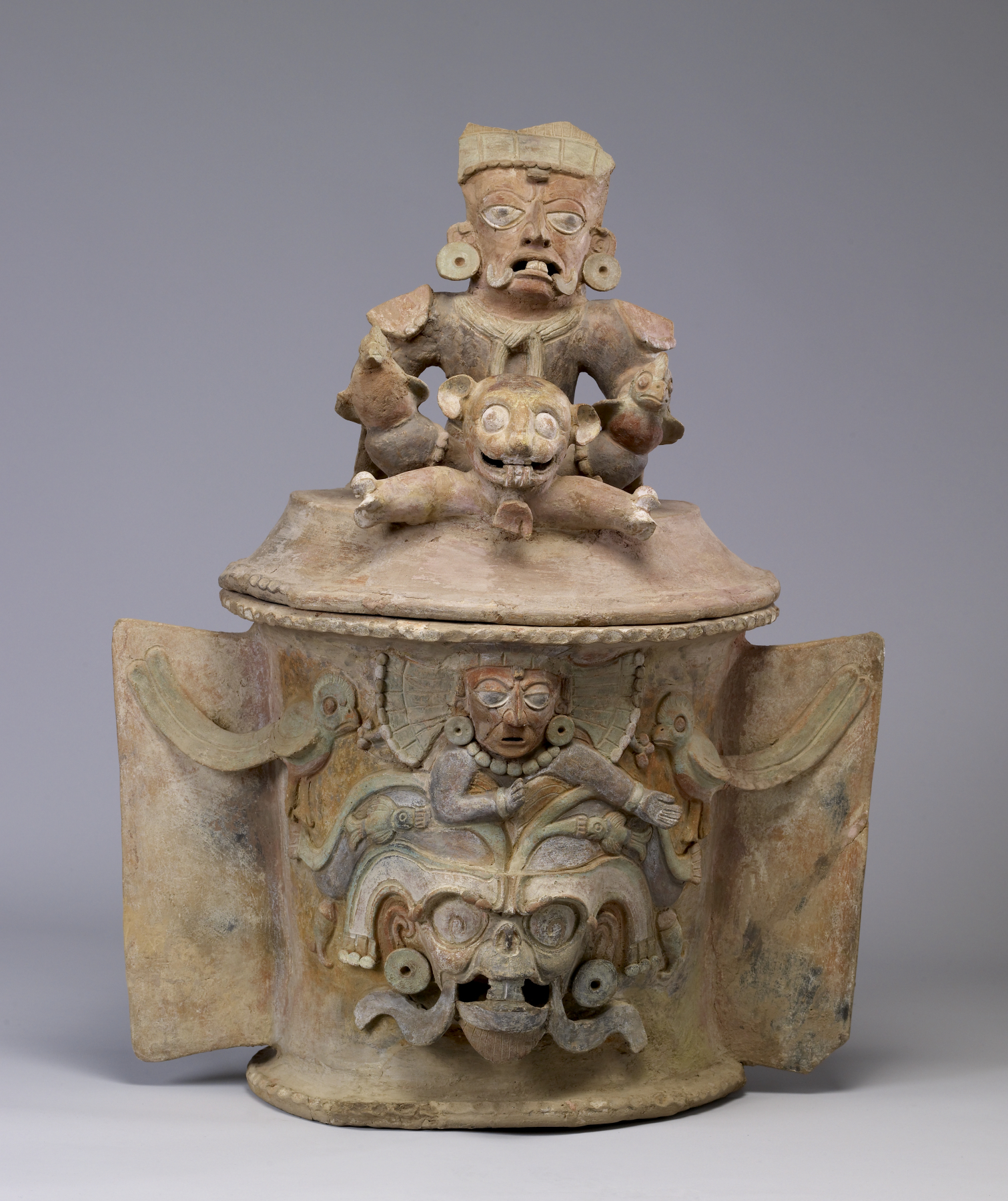
Урна з кришкою і фігурами. Пізній класичний період, 600-900 рр н.е.
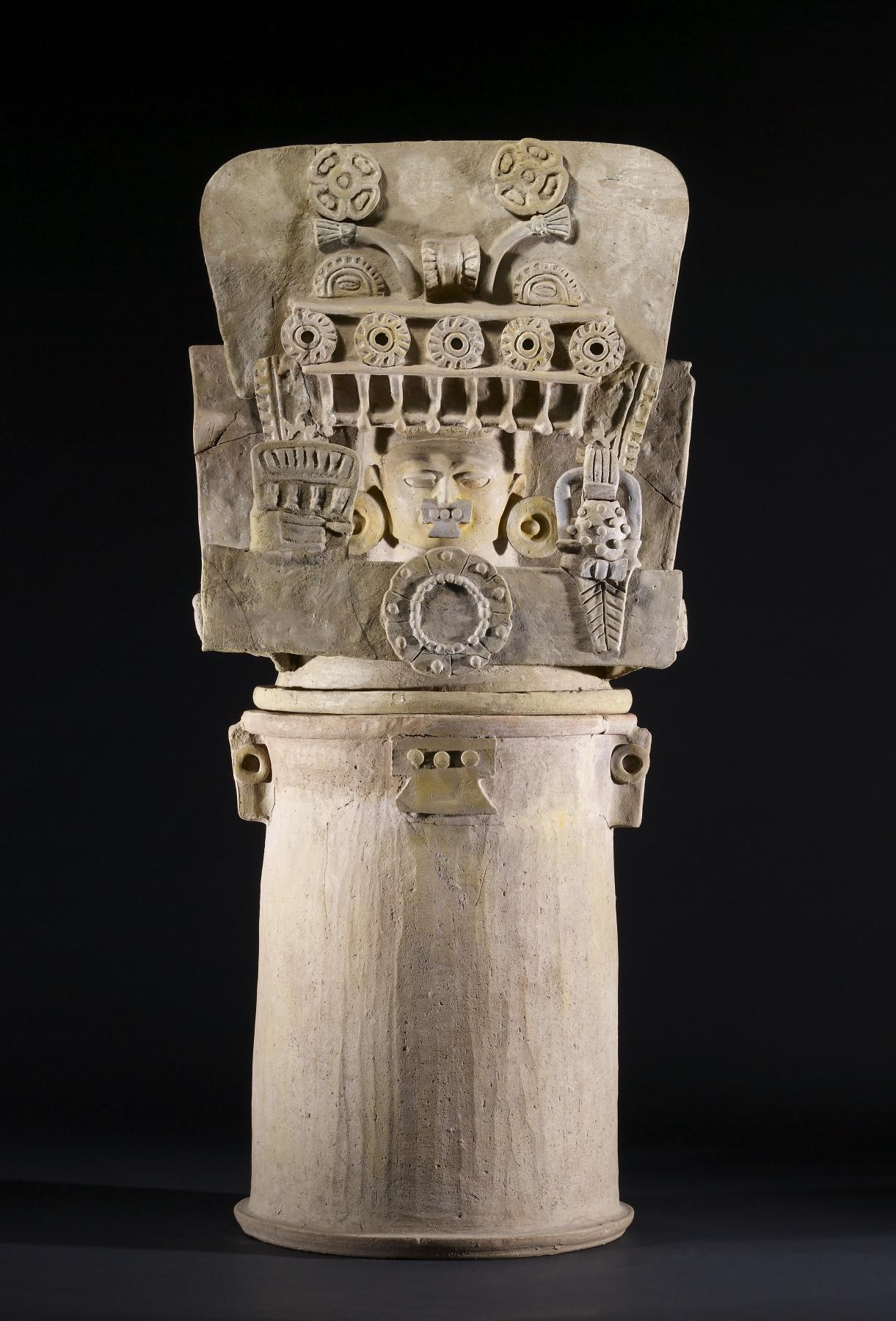
Курильниця пахощів, висота 103,8см, ранній класичний період 350-550 рр.н.е., Художній музей Волтерс, Балтимор, США

### Кераміка 20 ст.

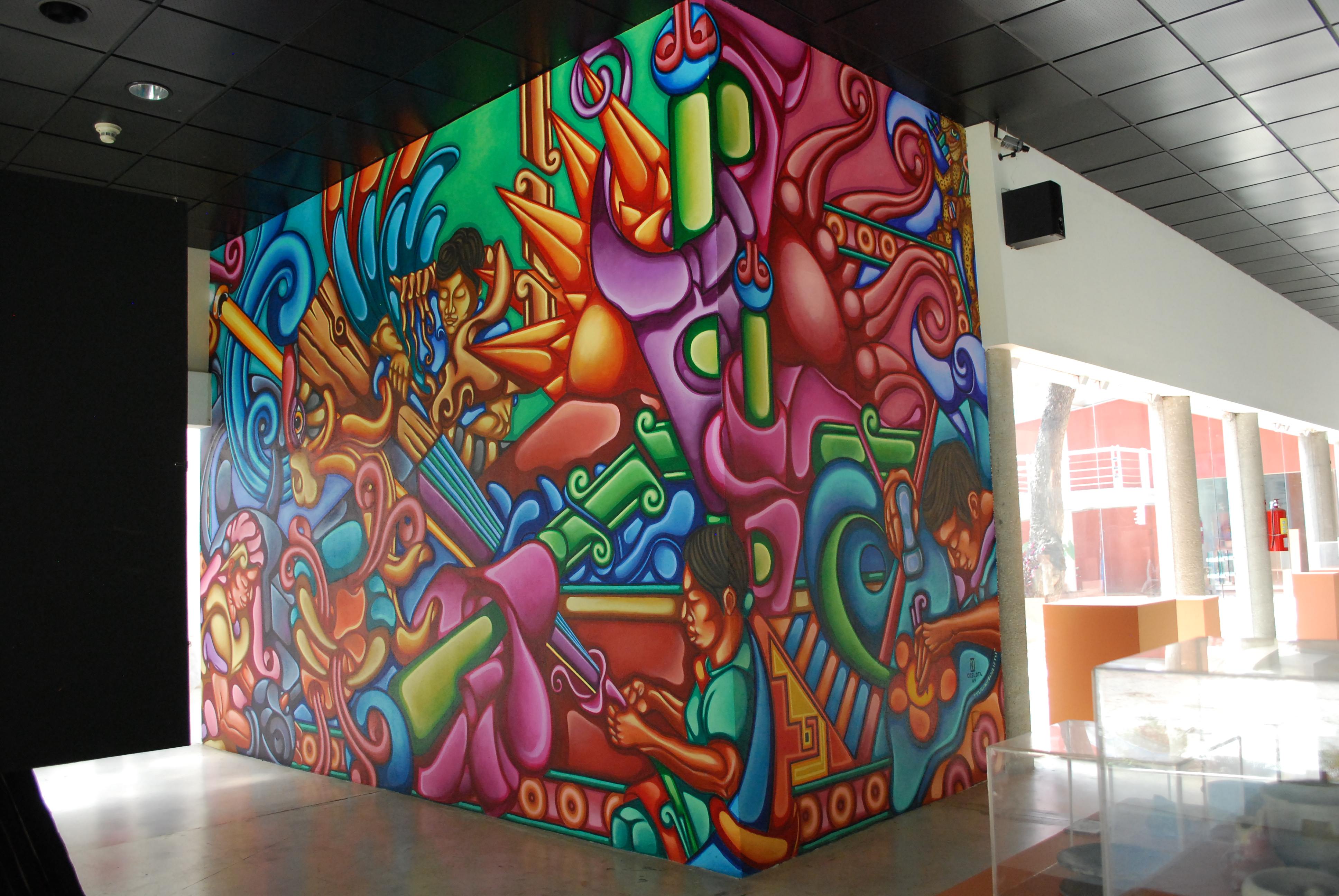
Стінопис із зображенням мексиканських ремісників. Музей сучасного мистецтва, Сан-Бартоло Койотепек, Оахака, Мексика. Фото 2010 р.

Кераміка ремісників Мексики надзвичайно різнобарвна. Серед неї —
- Кераміка з фресковими розписами
- Кераміка специфічно індіанська
- Кераміка глазурована
- Кераміка полірована.
- Кераміка з фресковими розписами має власні витоки ще в мистецтві індіанців Доколумбової доби. Подібні зразки знайдені в культурах Теотіуакана та мая. Сучасна технологія виготовлення цих речей мало чим відрізняється від традиційної, тобто індіанської.

Глек або посуд вкривають шаром вапна і піску і ще до сушки виробу розфарбовують. Фарби картинки міцно прилипають до вологої поверхні завдяки всмотуванню глиною і фіксуються під час випалення виробів. Виріб або одразу ліплять вручну або первісно відбивають деталі в спеціальних формах і доробляють в цілий зразок. Тло ціх виробів біле, на якому яскравими фарбами (охра, синя) створено малюнок чи візерунок. Цей тип керамічних виробів має поширення в штатах Пуебла та Метепеку, в Акатлані і в Уакечулі.
Керамісти штату Метепек мали найбільший вплив релігійних сюжетів, тому в малюнках переважають зображення Адама та Єви, сад в Едемі, три волхви, янголи. Хоча іноді зустрічаються і зображення тільки тварин — лева, коней чи русалок.
Незвичні для європейців і свічники у вигляді схематизованого «дерева життя». Складні, практично барокові форми цих свічників мають низку хвилястих і концентричних паростків, комбінованих із голівками тварин і фігурками янголів, архангелів і людей. Останні найбільш цікаві і несподівані, бо це зораження учасних людей в сучасному одязі. Свічники "дерево життя " виробляють з фресковими розписами, а доробляють олійними фарбами. Головний центр виготовлення цих свічників — Матаморос де Асукар, штат Пуебла.
- Кераміку зі специфічно індіанськими рисами виготовляють переважно на далекому півдні та в східних штатах. Вона має поширення в штатах Герреро та Чіапас. Кераміка штату Чіапас має глазур помаранчевого кольору, в декорі — або квіти, або абстрактні малюнки. Кераміка штату Герреро декорована темно коричневими та червоними кольорами. Форми та орнаменти мають традиційні сюжети, відомі ще за старовинними зразками. Але метушлива сучасність почала впливати и на ці, віддалені від столиць і великих міст провінційні ремісничі центри. Керамісти бачать літаки і гелікоптери в небі, користуються автобусами, знають про потяги, залізницю і автівки. Вони теж відбились на сюжетних візерунках керамічних виробів, але ці зображення технічного прогресу схематизовані і стилізовані в місцевих традиціях[8].

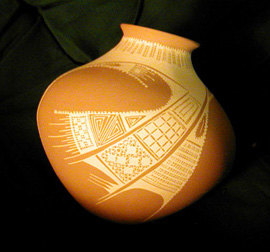
Кераміка з поселення Мата Ортіс, штат Чиуауа, Мексика
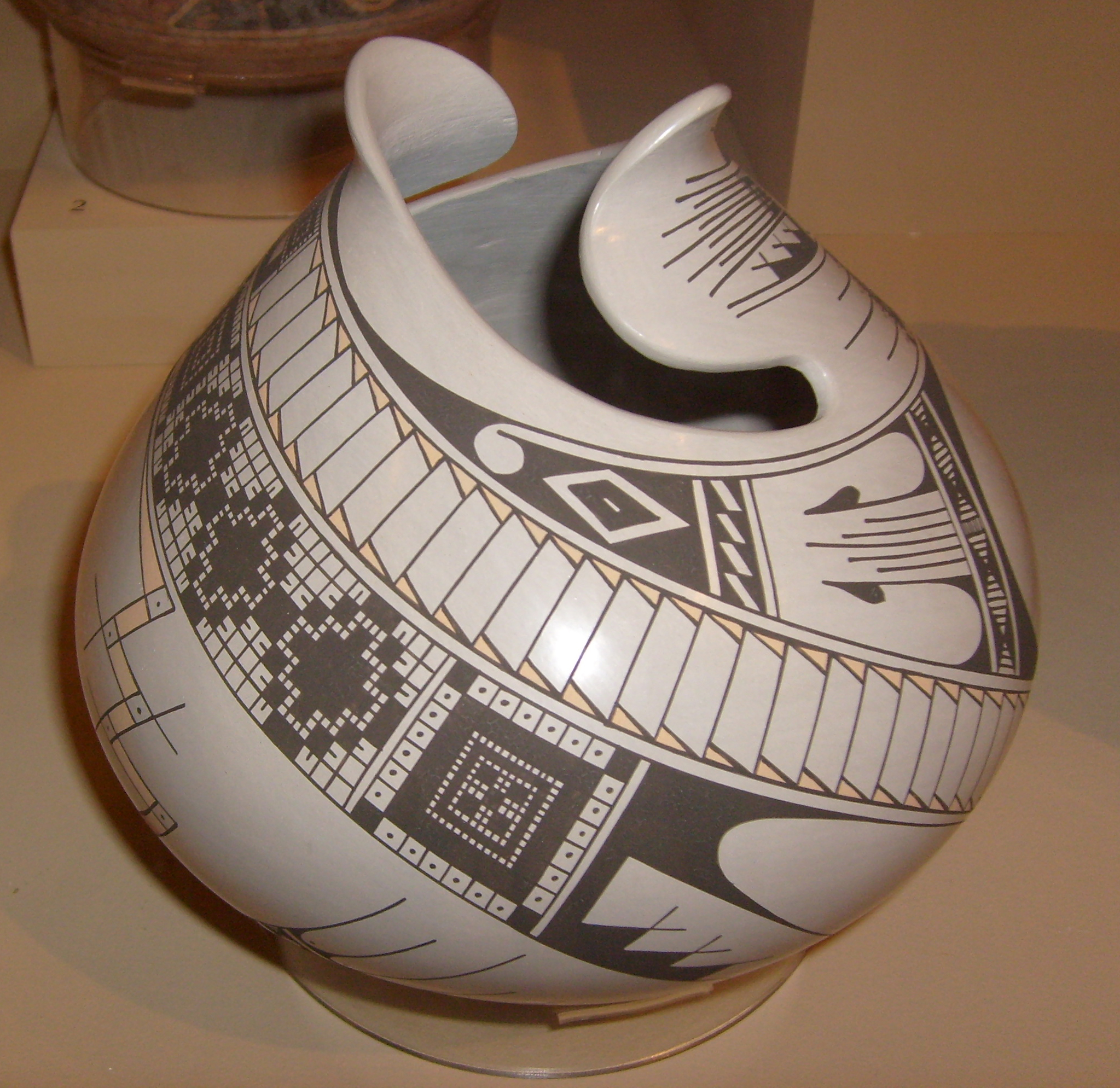
Горщик з Мата-Ортіс, гончар Хорхе Кінтана, 2002 р. Музей людини, Сан-Дієго, Каліфорния, США.
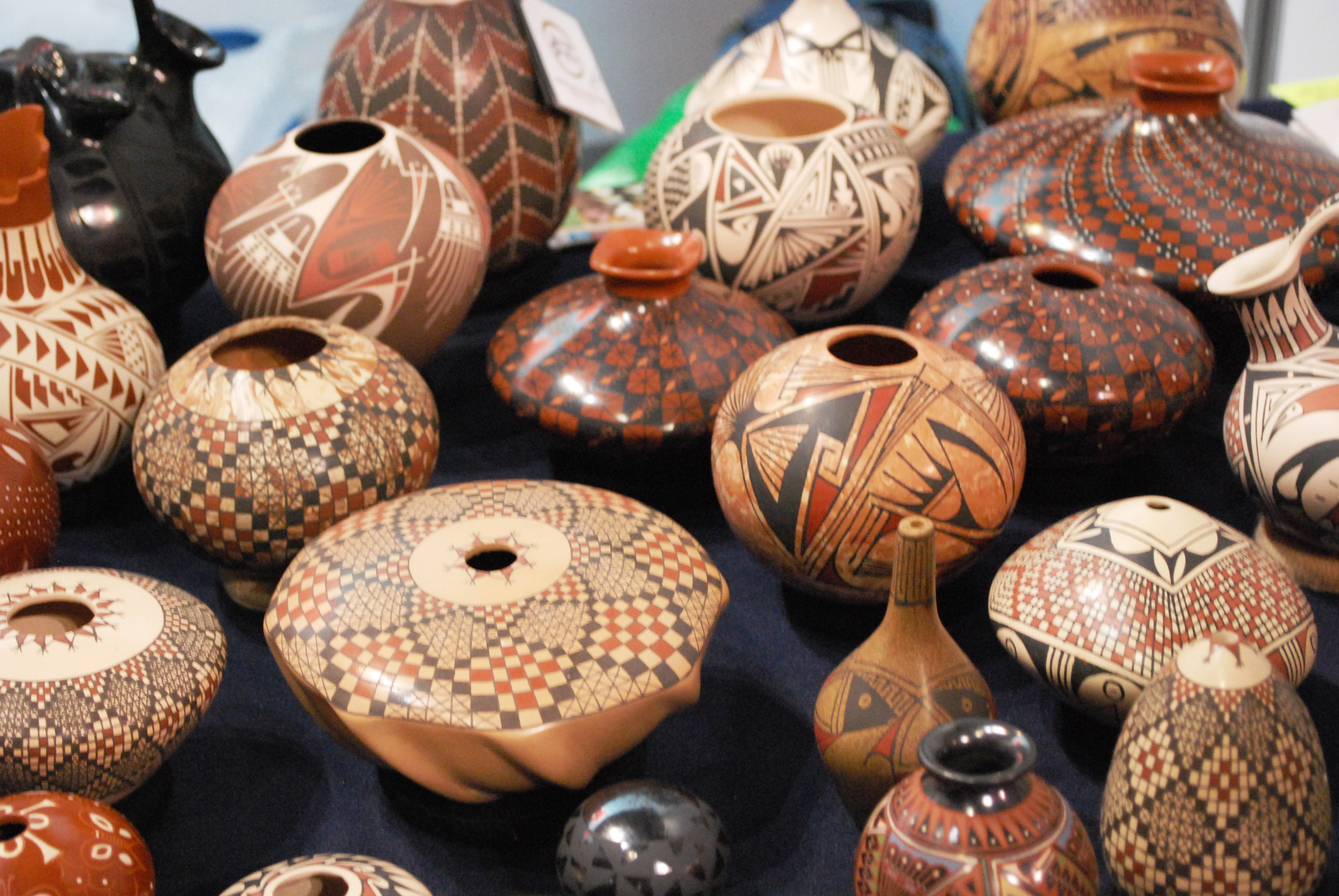
Кераміка з Мата Ортіс. Виставка FONART в Мехіко, 2010 рік.
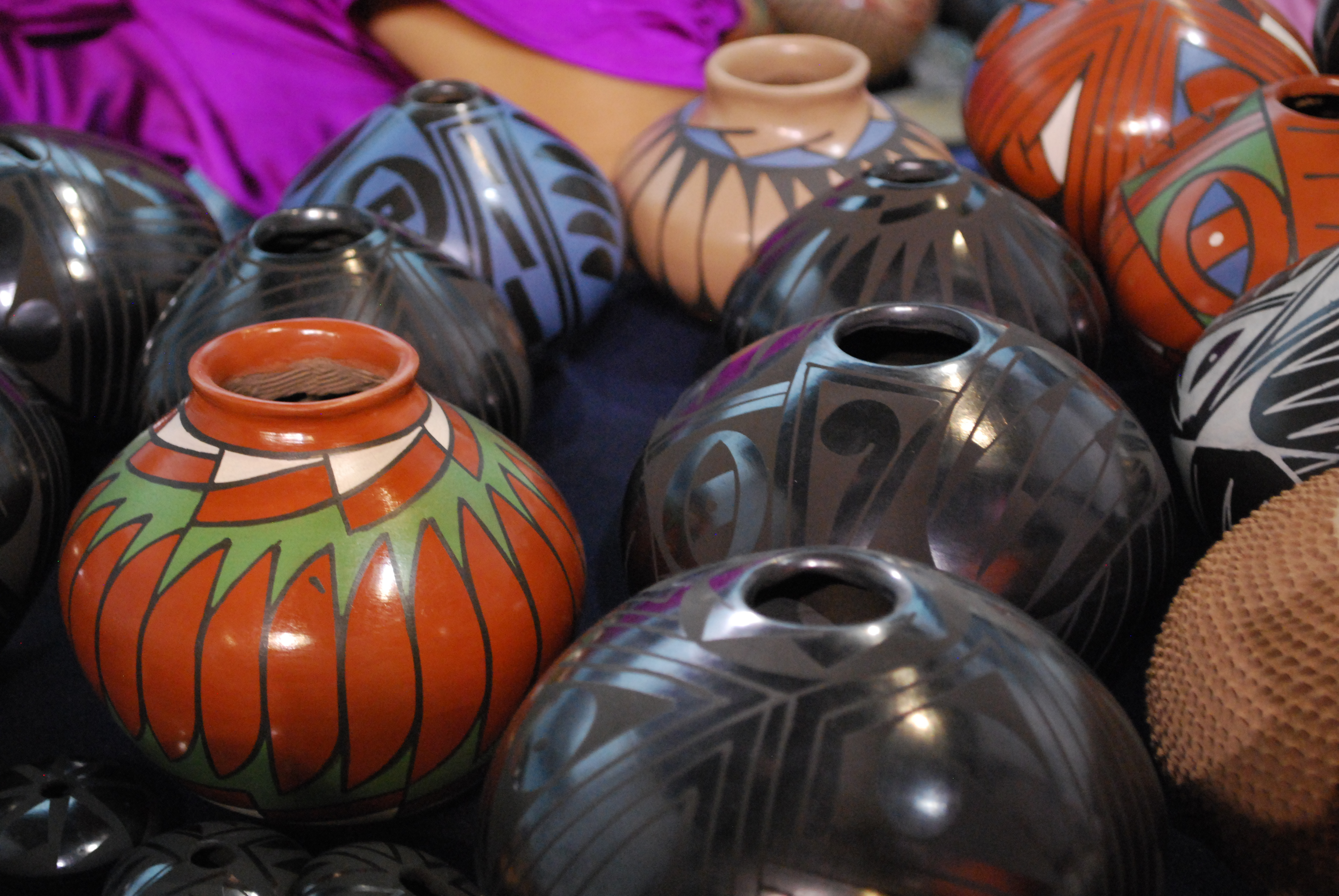
Кераміка з Мата Ортіс. Виставка FONART в Мехіко, 2010 р.